# Массе, Эмери де Беон
Эмери де Беон (фр. Aimery de Béon; ок. 1515 — 1570 или 1571), сеньор дю Массе — французский военный и государственный деятель, участник Итальянских войн.
Сын Бернара II де Беона, сеньора дю Массе, и Антуанетты де Девез.
Капитан ордонансовой роты из 50 воинов, воевал в Италии под командованием Блеза де Монлюка, который упоминает его в своих «Мемуарах» под 1543 годом, затем служил под командованием генерала де Терма.
Был губернатором Пиньероля. Пожалован в рыцари ордена Святого Михаила.

## Семья
Жена (контракт 10.11.1540): Маргерит де Кастельбажак, дочь Жана I де Кастельбажака и Маргерит д'Изальгье
Дети:
- Пьер де Беон, сеньор дю Массе. Жена (11.09.1571): Маргерит де Фодоа, дочь Оливье де Фодоа и Маргерит де Серийяк
- Бернар III де Беон (ум. 1608), сеньор дю Массе, виконт де Бутвиль. Жена 1) (1.01.1572): Габриель де Марраст, дама д'Эклассан, дочь Жана де Марраста, сеньора д'Эклассан, и Жанны де Беон; 2) (1599): Луиза де Люксембург-Линьи (ок. 1567—1647), графиня де Бриенн, дочь Жана III де Люксембург-Линьи, графа де Бриенн и де Линьи, и Гийеметты де Ла-Марк
- Филиберта де Беон. Муж (24.06.1569): Жак Жан де Беон, виконт де Сер
- Мари де Беон. Муж (28.10.1570): Карбон де Сарьяк